# 生成熱
ある物質の生成熱（せいせいねつ）とは、安定な単体の生成熱をゼロ基準として、その物質を構成する単体から1 molの化合物を合成する反応の伴う反応熱の負の値(正負逆の値)である。一般的には定圧下の生成熱として生成エンタルピー変化ΔHfで記される。
標準状態（298.15 K, 105 Pa）における生成熱を標準生成熱または標準生成エンタルピーといい、ΔfHOと記される。気体については圧力105 Paの仮想的な理想気体の状態、水溶液中のイオンについては、無限希釈の状態である仮想的な1 mol kg−1の理想溶液の状態とする。なお水溶液中のイオンの生成エンタルピーは陽イオンおよび陰イオンの合計として測定され、単独イオンの測定は不可能であるため、水素イオンの標準生成エンタルピー変化を基準にとり0とする。
{\displaystyle {\ce {{Na(s)}+ {\frac {1}{2}}O_2(g) + {\frac {1}{2}}H_2(g) <=> NaOH(s)}}},　　　{\displaystyle \Delta _{\mathrm {f} }H^{\circ }=-425.609~{\mbox{kJ mol}}^{-1}}
{\displaystyle {\ce {{Na(s)}<=> Na^+(aq)}}},　　　{\displaystyle \Delta _{\mathrm {f} }H^{\circ }=-240.12~{\mbox{kJ mol}}^{-1}}
生成熱などの物質の内部エネルギーは状態量なので、生成する経路に依存しない。よって、生成熱は物質がどのような経路で生成されたかには依存せず、物質とその状態（気体であるか固体であるか、および温度）毎に一つの値をとる。よって、多くの物質の標準生成熱は化学便覧等のハンドブックなどに分子毎に記載され、調べることが出来る。また、化学便覧に記載されていないような複雑な化合物の場合には加成性則や分子軌道から計算で推測することが出来る。